# Flemington, New South Wales
Flemington este o suburbie în Sydney, Australia.